# Zenon Kliszko

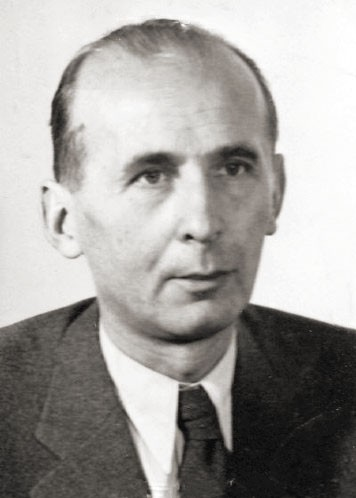
Zenon Kliszko (1959)

Zenon Kliszko (* 8. Dezember 1908 in Łódź; † 4. September 1989 in Warschau) war ein Politiker in der Volksrepublik Polen, der unter anderem zwischen 1957 und 1970 Sekretär des Zentralkomitees sowie von 1959 bis 1970 Mitglied des Politbüros des ZK der Polnischen Vereinigten Arbeiterpartei PZPR (Polska Zjednoczona Partia Robotnicza) war.

## Leben

### Beginn der politischen Laufbahn und Warschauer Aufstand
Kliszko, der aus einer Arbeiterfamilie stammte, trat 1925 dem Kommunistischen Jugendverband KZMP (Komunistyczny Związek Młodzieży Polskiej) bei und begann nach dem Schulbesuch ein Studium an der Fakultät für Journalistik und Politikwissenschaft der Universität Warschau. 1931 wurde er Mitglied der damaligen Kommunistischen Partei Polens KPP (Komunistyczna Partia Polski) und 1942 der Polnischen Arbeiterpartei PPR (Polska Partia Robotnicza), für die er als Herausgeber von Untergrundpublikationen tätig war. Am 6. Januar 1942 gehörte er auch zu den Mitgründern der Volksgarde (Gwardia Ludowa) und nahm vom 1. August bis 3. Oktober 1944 als Leutnant der Volksarmee (Armia Ludowa) am Warschauer Aufstand teil. 1944 wurde er Mitglied des Landesnationalrates (Krajowa Rada Narodowa) und gehörte diesem bis 1947 an. Daneben war zwischen 1944 und 1948 Leiter der Personalabteilung des ZK der Polnischen Arbeiterpartei.

### Parteifunktionär und Abgeordneter in der Volksrepublik Polen
Nach Kriegsende war Kliszko von 1945 bis 1948 Mitglied des Sekretariats des ZK der PPR und wurde 1947 auch Mitglied des Verfassungsgebenden Parlaments (Sejm Ustawodawczy). Nach der Gründung der Polnischen Vereinigten Arbeiterpartei PZPR (Polska Zjednoczona Partia Robotnicza) im Dezember 1948 wurde er deren Mitglied. 1949 wurde er zudem Kandidat des ZK der PZPR. Im November 1949 wurde er als enger Mitarbeiter von Władysław Gomułka mit diesem sowie dem früheren Vize-Verteidigungsminister Marian Spychalski wegen „rechtsnationalistischen Abweichlertums“ aus dem ZK entlassen und festgenommen, woraufhin er sich bis 1954 in Haft befand.
Nach seiner Haftentlassung arbeitete Kliszko zunächst beim Wissenschaftsverlag (Wydawnictwo Naukowe PWN) und war danach von August 1956 bis Januar 1957 Vize-Justizminister, ehe er im Zuge des Polnischen Oktobers nach der Wahl Gomułkas zum Ersten Sekretär des ZK der PZPR am 21. Oktober 1956 auch Mitglied des ZK der PZPR wurde. Bei der Wahl vom 20. Januar 1957 wurde er zum Mitglied des Sejm gewählt und gehörte diesem bis Februar 1971 an. Während dieser Zeit war er zwischen dem 20. Februar 1957 und dem 13. Februar 1971 auch Vize-Sejmmarschall (Wicemarszałek Sejmu) und damit stellvertretender Parlamentspräsident.
1957 wurde Kliszko Sekretär des ZK der PZPR und übte diese Funktion bis Dezember 1970 aus. Zugleich wurde er auf dem III. Parteitag der PZPR vom 10. bis 19. März 1959 zum Mitglied des Politbüros des ZK gewählt, dem er ebenfalls bis Dezember 1970 angehörte. Des Weiteren fungierte er zwischen 1963 und 1970 als Vorsitzender der ZK-Kommission für Ideologie. In dieser Funktion ordnete er Ende Oktober 1966 den Ausschluss von Leszek Kołakowski aus der PZPR an, nachdem dieser die Parteiführung um Gomułka ohne Umschweife und frontal angegriffen hatte. Als es im Zuge der März-Unruhen 1968 in Polen zu einer antisemitischen Kampagne kam, rügte er dazu: „Eine Atmosphäre des Kampfes gegen den Zionismus wird künstlich aufrechterhalten. Juden werden mit Zionisten gleichgesetzt.“ Kliszko entschied daraufhin, den Anti-Zionismus „von der Tagesordnung der Parteipropaganda abzusetzen“. Im Juli 1970 nahm er zusammen mit dem Ersten Sekretär des ZK Gomułka, dem Vorsitzenden des Staatsrates Spychalski und dem Vorsitzenden des Ministerrates Józef Cyrankiewicz an einem Gipfeltreffen der Mitgliedsstaaten des Warschauer Paktes teil. Im Dezember 1970 war er kurzzeitig Vorsitzender der PZPR-Fraktion im Sejm.
Nach dem Arbeiteraufstand vom 14. bis 22. Dezember 1970 verlor Kliszko zunächst seine Mitgliedschaft im Politbüro und ZK-Sekretariat, ehe er im Februar 1971 auch aus dem ZK der PZPR entfernt wurde. In der Öffentlichkeit wurden neben dem Ersten Sekretär des ZK der PZPR Gomułka und Kliszko als ZK-Sekretär für Ideologie vor allem der Vorsitzende des Gewerkschaftsdachverbandes CRZZ Ignacy Loga-Sowiński und der ZK-Sekretär für Wirtschaft Bolesław Jaszczuk für die Gründe und die Niederschlagung des Arbeiteraufstandes verantwortlich gemacht.

### Ehrungen und Auszeichnungen
Für seine Verdienste in der Volksrepublik Polen wurde Kliszko mehrfach geehrt und erhielt unter anderem 1946 die Warschau-Medaille 1939 bis 1945 (Medal za Warszawę 1939–1945), 1959 den Orden des Grünwald-Kreuzes (Order Krzyża Grunwaldu) Zweiter Klasse sowie 1964 den Orden Erbauer Volkspolens (Order Budowniczych Polski Ludowej).

## Veröffentlichungen
- O statucie Polskiej Partii Robotniczej. Referat wygłoszony na 1 zjezdzie PPR, Warschau 1946
- Z problemów historii PPR, Warschau 1958
- Powstanie warszawskie : Artykuły, przemówienia, wspomnienia dokumenty, Warschau 1969

in deutscher Sprache
- Der Warschauer Aufstand : Erinnerungen und Betrachtungen, Berlin / Frankfurt am Main 1969